# روبير سكوف
روبير سكوف (بالدنماركية: Robert Skov) (20 مايو 1996 الدنمارك - ) هو لاعب كرة قدم دانمركي، يلعب كمهاجم، شارك في كرة القدم في الألعاب الأولمبية الصيفية 2016.

## مسيرته

### مسيرته مع المنتخبات الوطنية
- 2013 - 2014 لعب مع منتخب الدنمارك تحت 19 سنة لكرة القدم 5 مباريات سجل خلالها هدفين.

## روابط خارجية
- روبير سكوف على موقع الاتحاد الدولي (مؤرشف)  (الإنجليزية)
- روبير سكوف على موقع الاتحاد الأوربي (الإنجليزية)
- روبير سكوف على موقع إي إس بي إن إف سي (الإنجليزية)
- روبير سكوف على موقع قاعدة بيانات كرة القدم.إي يو (الإنجليزية)
- روبير سكوف على موقع ناشيونال فوتبول تيمز (الإنجليزية)
- روبير سكوف على موقع Soccerbase.com (لاعب) (الإنجليزية)
- روبير سكوف على موقع Soccerway.com (الإنجليزية)
- روبير سكوف على موقع عالم كرة القدم.نت (الإنجليزية)
- روبير سكوف على موقع أوليمبيديا (الإنجليزية)